# Almindelig skråpe
Almindelig skråpe (Puffinus puffinus) er en fugl i ordenen af stormfugle. 
Den er 30-35 cm lang og vejer ca. 440 g. Den har et vingefang på 72-82 cm lang. Den kan blive 25-30 år. Dens overside er sortbrun og undersiden er hvid. Den har et tyndt mørkt næb. Fuglen yngler i kolonier på øer, men ellers tilbringer den sit liv på havet. 
Føden består af fisk, bløddyr og affald. Den lægger kun et æg, som det tager 47-55 dage at udruge. 